# Balatonhøjlandet Nationalpark
Balaton-højlandet eller Balaton-felvidéki Nationalpark blev etableret i 1997 og er  et beskyttet økologisk system, der omfatter   ligger i det nordlige kystland af Balatonsøen) med forbindelse af de allerede beskyttede områder, som havde været adskilte i lang tid. nationalparkens areal er på 569,97 km² og  består hovedsageligt af nedenstående seks landskabsbeskyttelsesområder. Nationalparken har  hovedkvarter i Veszprém, der er den største by i Balaton-området.

## Tihany-halvøen
I 1952 blev det første beskyttede landskabsområde i Ungarn skabt i det mest attraktive, mest varierede og videnskabeligt bedst undersøgte område i landet. Det dækker 15,62 km2, hvoraf 1,95 km2 er stærkt beskyttet. Personalet på det ungarske Balaton Limnologiske Forskningsinstitut - grundlagt i 1927 i Tihany - studerede ikke kun søens biologi, men foretog også omfattende forskning på halvøen Tihany. Som følge heraf har hundredvis af publikationer beskæftiget sig med dens geologi, fauna og flora. Al forskning understøttede ideen om at give beskyttelse til dette område.

## Pécselyi-bassinet
De let skrånende bjergskråninger, brede bjergtoppe og dale, flade højland med mindre områder med karstiske elementer  præger området. Et levn fra de vulkanske basaltaktiviteter i kvartærområdet er Halom-bakken ved Mencshely.

## Káli-bassinet
Den mest karakteristiske del af Balaton-højlandet fik beskyttelse - måske i sidste øjeblik - da et beskyttet landskabsområde i Káli-bassinet blev etableret i 1984 på et areal på 91,11 km2

## Tapolca-bassinet
I flere hundrede år har digtere, romanforfattere og malere kaldt Badacsony og dens omegn for det smukkeste landskab i Ungarn. En af den ungarske naturbeskyttelsesbevægelses største bedrifter er, at de basaltbrud, der åbnede her i 1903, endelig er blevet lukket. Den berømte dramatiker Ferenc Herczeg gjorde en kraftfuld indsats i Overhuset i 1920'erne for at få dem lukket. En pressekampagne blev også iværksat, men de sidste stenbrud lukkede først endeligt i 1964. Dem på Gulács og Tóti-bakkerne  blev forladt i slutningen af Anden Verdenskrig og i begyndelsen af 1950'erne. Szentgyörgy- og Csobánc-bakkerne er mere heldige: deres basalt blev ikke fundet egnet til byggeformål, så der er kun små ar på deres flanker.

## Keszthely-bjergene
Det karakteristiske grundfjeld i skovområdet er dolomit. På dette grundfjeld, der er typisk for de transdanubiske bjerge, er floraen og faunaen bestemt af de særlige økologiske forhold.

## Kis-Balaton
Kis Balaton er som et enormt vådområde-habitat unikt i hele Europa, hvorfor det altid er blevet registreret af international naturbeskyttelse. Dens vidunderlige fugleverden var allerede berømt i forrige århundrede; og har overlevet trods afvandingen af marsken startede i 1922. Det er derfor ikke overraskende, at da Ungarn tilsluttede sig Ramsar-konventionen i 1979, blev Kis Balaton inkluderet på listen over "vådområder af international betydning som vandfuglehabitat".

## Galleri
- Kis-Balatonsøen
- Badacsony
- Szent-György-bjerget
- Tapolca-bassinet
- Cuha-dalen i Bakony-bjergene
- Arboret i Zirc
- Slottet Festetics i Keszthely
- Hévíz-søen
- Udsigt over Kis-Balaton
- Udsigt over Kis-Balaton
- Hytte ved siden af Kis-Balaton